# Tramway des grottes de Han
Le tramway des grottes de Han aussi connue comme ligne 521/2 ou ligne 974 est une ligne de tramway vicinal belge créée par arrêté royal en 1905 et ouverte au public le  1er juin 1906. À l'origine elle était un raccordement sur la ligne Wellin - Rochefort du groupe de Wellin. Elle reliait le centre du village de Han-sur-Lesse aux Rochers de Faule. 
Aujourd'hui, cette ligne non électrifiée à voie métrique est exploitée touristiquement et dessert les Grottes de Han.

## Histoire
Créée par arrêté royal en 1905 et ouverte au public le  1er juin 1906, elle fut exploitée uniquement en traction vapeur (locomotives type HL) de 1906 à 1934, et depuis à l'aide d'autorail diesel. Toutefois, des locomotives vapeur furent encore utilisées exceptionnellement jusqu'en 1957.

## Matériel roulant
Cinq autorails construits entre 1934 et 1936 sont actuellement en service :
- ART90
- AR145
- AR159
- AR168
- AR266

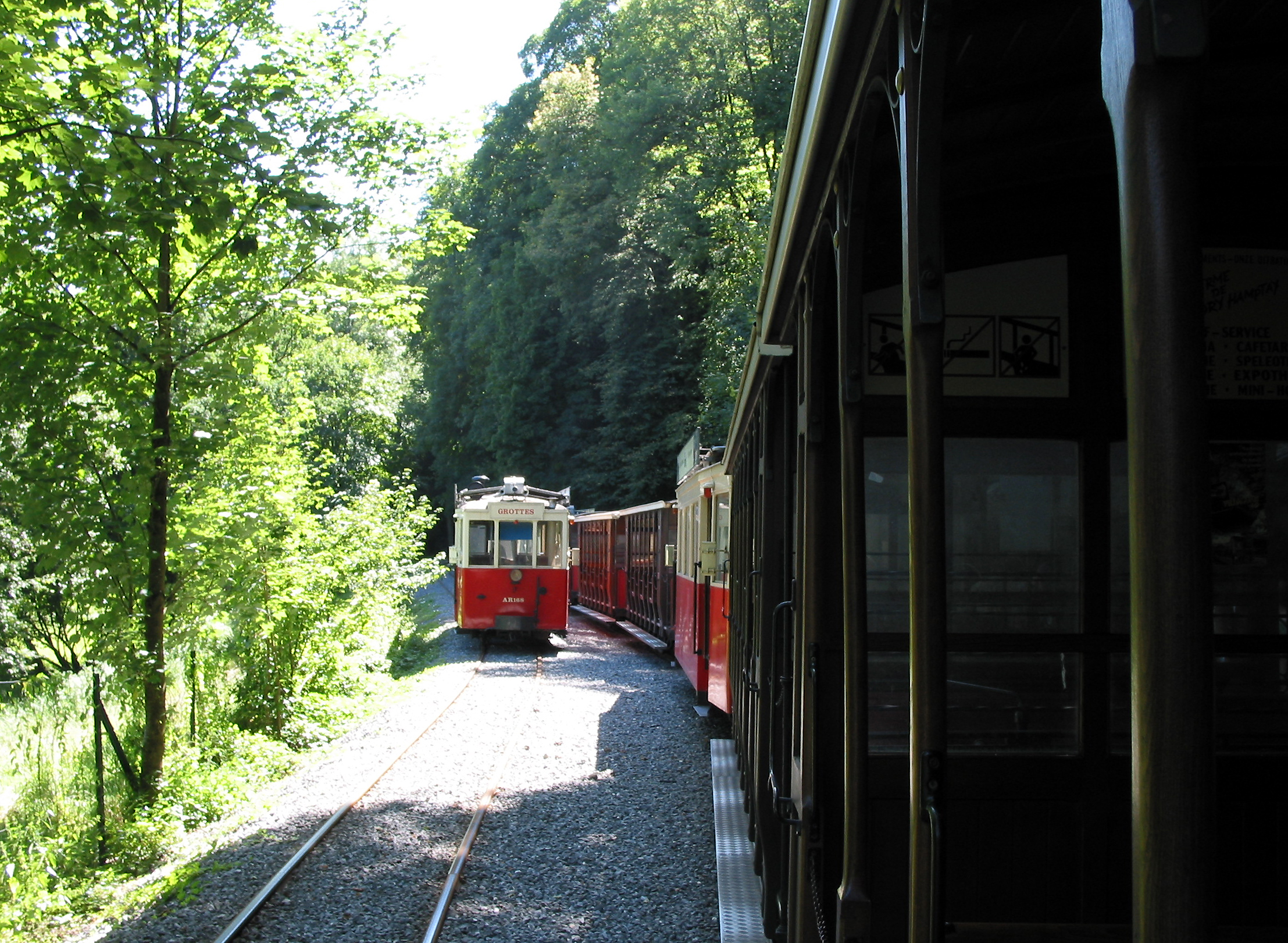
Manœuvre des tramways au terminus des Grottes.

Un sixième autorail (l'ART89) est en cours de restauration. 
Tous les autorails étaient équipés de moteur diesel 2 temps 6 cylindres de 220 ch de marque GM-Detroit Diesel. Ces moteurs sont dérivés des moteurs des chars « Sherman » de la Seconde Guerre mondiale. En 2014, l'AR145 a été rénové et doté d'une chaîne de traction électrique sur batteries par les établissements LERUTH à Chêneux (carrosserie) et Green Propulsion à Liège (chaîne de traction). La modernisation s'est ensuite poursuivie par les AR266 en 2015, 89 et 159 en 2016. 
L'AR145 fut affecté dès 1934 (année de sa construction) au groupe de Wellin, et il effectua son premier service sur la ligne des Grottes en octobre de la même année. Il est toujours resté affecté audit groupe, puis, dès 1957 à la seule ligne des Grottes. Il est actuellement le seul, à la suite d'une transformation, à être équipé d'une boîte de vitesses automatique.
Le matériel roulant et la voie sont propriété de la SRWT, mais l'exploitation et l'entretien du matériel est exécuté par la SA Domaine des grottes de Han (auparavant par la SA pour l'Exploitation du Chemin de Fer Vicinal des Grottes de Han) (contrat d'affermage). 
Les trains sont généralement composés d'un AR (ART) et de trois voitures ouvertes "baladeuses" ; même si lors d'affluence moindre, il arrive que l'AR (ART) circule seul. Les baladeuses ont été construites dans les années 1990 mais sont des répliques rigoureuses (mais équipées d'un système de freinage à air) des baladeuses originales modèle 1895. Elles circulent toujours par groupe de trois voitures.

## Exploitation

### Horaires
Tableaux : 521 (1931), numéro de tableau partagé entre les lignes 521/1 Rochefort - Wellin, 521B ligne des grottes de Han-sur-Lesse et 521/3 Graide - Wellin.

## Accès en transports en commun
Le bus TEC no 29 Jemelle - Wellin - Grupont relie presque toutes les heures la gare de Rochefort-Jemelle au centre de Han-sur-Lesse, en correspondance avec le train de Bruxelles, et ce y compris les samedis, dimanches et jours fériés.
L'arrêt Han-sur-Lesse Église est situé en face du départ du tramway de Han.